# Mable John
Pour les articles homonymes, voir John.
Mable John, née le 3 novembre 1930 à Bastrop (Louisiane) et morte le 25 août 2022 à Los Angeles (Californie), est une chanteuse de blues et une actrice de cinéma américaine.

## Biographie
Très jeune, Mable John suit ses parents dans l'Arkansas, avant de s'installer à Détroit.
Elle est remarquée par Berry Gordy qui l'a fait signer chez Tamla Motown, qu'elle quitte en 1962.
Elle chante un temps avec les Raelettes, choristes de Ray Charles.
Elle signe chez Stax Records en 1966. Elle y obtient un succès en 1966 avec Your Good Thing (Is About to End), une chanson d'Isaac Hayes et David Porter, qui sera reprise en 1969 par Lou Rawls. Elle quitte la firme en 1968.
En 1986, elle fonde à Los Angeles la Joy Communauty Outreach, une œuvre de charité pour les sans domicile fixe.
En 1994, elle est récompensée par la Rhythm and Blues Foundation.
En 2002, elle commence une carrière d'actrice de cinéma.
Elle est la sœur aînée du chanteur de rhythm and blues Little Willie John (1937-1968).

## Discographie
- Stay Out of the Kitchen, Stax, 1966
- Complete Collection : My Name is Mable, Universal, 2004